# Civilexpeditionen
Civilexpeditionen eller Inrikesexpeditionen, egentligen Inrikes civilexpeditionen, var en av de statsexpeditioner, i vilka 1719 års kansliordning organiserade den centrala förvaltningen i Sverige. Den ersatte de intill dess existerande Handelsexpeditionen och Kammarexpeditionen. Till civilexpeditionen, som ägde bestånd till 1809 års nyorganisation av Kunglig Majestäts kansli, hörde allt, som inte rörde justitie-, krigs-, eller utrikesärenden.
1809 övertog Kammarexpeditionen huvuddelen av Civilexpeditionens uppgifter.